# Harry Callahan
Harry Callahan (Detroit, 22 ottobre 1912 – Atlanta, 15 marzo 1999) è stato un fotografo statunitense, considerato un grande innovatore della fotografia americana moderna.
Callahan inizio a fotografare nel 1938 da autodidatta. Nel 1946 venne nominato da László Moholy-Nagy per insegnare fotografia al Institute of Design di Chicago. Si ritirò nel 1977, subito dopo aver insegnato alla Rhode Island School of Design.
Callahan non ha praticamente lasciato annotazioni scritte, lettere, diari o appunti d'insegnamento. Il suo metodo per fotografare prevedeva di uscire presto quasi ogni mattina, camminare nella città dove viveva e fare numerose fotografie. Dopodiché usava quasi tutti i pomeriggi per ottenere stampe di prova delle sue migliori foto del giorno. Nonostante questo, per tutta la sua attività di fotografo, Callahan ha ritenuto di non poter produrre più di mezza dozzina di buone immagini all'anno.